# Эрикссон, Якоб
Якоб Абель Йоахим Эрикссон (швед. Jacob Abel Joachim Ericksson; род. 7 января 1967 года, Сала, Вестманланд, Швеция) — шведский актёр театра и кино.

## Биография
Мать Якоба Эрикссона работала в театре, и сам Якоб тоже решил себя в этом попробовать. Играл роли в спектаклях и одновременно получал экономическое образование в гимназии. Позже Якоб переехал в Стокгольм, где продолжил заниматься театральной деятельностью. Учился в театральной школе в Гётеборге, окончил её в 1993 году. Ещё какое-то время он работал в Гётеборге, затем снова приехал в Стокгольм. В 1994 году Эрикссон начал свою карьеру в кино.

## Избранная фильмография
| Год  |   | Русское название                          | Оригинальное название             | Роль                |
| ---- | - | ----------------------------------------- | --------------------------------- | ------------------- |
| 1994 | с |                                           | Handbok för handlösa              |                     |
| 1997 | ф | Адам и Ева                                | Adam & Eva                        | Оке                 |
| 1999 | ф | Цацики и полицейский                      | Tsatsiki, morsan och polisen      | полицейский Горан   |
| 2000 | ф | Всякое случается                          | Det blir aldrig som man tänkt sig | Фредди              |
| 2001 | ф | Крайний срок                              | Sprängaren                        | Пелле Оскарссон     |
| 2006 | ф | Братство                                  | Tusenbröder - Återkomsten         | Томми               |
| 2008 | ф | Искариот                                  | Iskariot                          | Валле               |
| 2008 | ф | Патрик 1,5                                | Patrik 1,5                        | Леннарт Юнг (сосед) |
| 2009 | ф | Девушка с татуировкой дракона             | Män som hatar kvinnor             | Кристер Мальм       |
| 2009 | ф | Девушка, которая играла с огнём           | Flickan som lekte med elden       | Кристер Мальм       |
| 2009 | ф | Девушка, которая взрывала воздушные замки | Luftslottet som sprängdes         | Кристер Мальм       |
| 2010 | ф | Ангел-хранитель                           | Änglavakt                         | Биргер              |
| 2010 | с | Миллениум                                 | Millenium                         | Кристер Мальм       |
| 2013 | с | Моландеры                                 | Molanders                         | Ларс Гуннар         |
| 2015 | с | Война фрёкен Фриман                       | Fröken Frimans krig               | ректор              |

## Награды
- 1998: номинация на премию «Золотой жук» в категории «Лучшая мужская роль второго плана» за фильм «Адам и Ева»[швед.][2].